# 3-й воздушно-десантный корпус (СССР)
3-й воздушно-десантный корпус — формирование (воздушно-десантный корпус, соединение) воздушно-десантных войск авиации РККА, времён Великой Отечественной войны.
Сокращённое наименование — 3 вдк.

## История формирования

### Первое формирование
3-й воздушно-десантный корпус (1-го формирования) начал формироваться в мае 1941 года, на основании постановления ЦК ВКП(б) и СНК СССР № 1112-459сс от 23 апреля 1941 года в Одесском военном округе. Корпус формировался общей численностью 8 020 человек, в состав корпуса вошли существующая 212-я, а также вновь формируемые 5-я и 6-я воздушно-десантные бригады. На формирование 4-го отдельного танкового батальона была обращена автобронетанковая рота 307-го отдельного разведывательного батальона 234-й стрелковой дивизии. Управление корпуса и вновь формируемые части дислоцировались в городе Первомайск, 212-я воздушно-десантная бригада — в городе Вознесенск).
За 4 дня до войны командир корпуса Василий Афанасьевич Глазунов провёл с командирами и штабами 6-й и 212-й бригад тактическое учение по теме: «Захват важного объекта в тылу врага и удержание его до подхода главных сил», командиры и штабы этих бригад были сброшены с парашютами в районе города Джанкой.
В октябре 1941 года согласно приказу Ставки Верховного командования № 66 от 4 сентября 1941 года «О развертывании воздушно-десантных войск» 3-й воздушно-десантный корпус, имевший на то время численность 3 763 человек, должен был быть отведён на доукомплектование в Северо-Кавказский военный округ со сроком боевой готовности 10 января 1942 года. Но в связи с тем, что корпус в это время увяз в боях в районе города Тим, 20 ноября 1941 года управление 5-й воздушно-десантной бригады (1-го формирования) было развёрнуто в управление 87-й стрелковой дивизии, созданной из войск корпуса. Дивизию возглавил полковник А. И. Родимцев.

### Второе формирование
В ноябре 1941 года в Северо-Кавказском военном округе, в городе Ейск, а затем в городе Ессентуки Ставропольского края с привлечением части личного состава 3-го воздушно-десантного корпуса (1-го формирования) был сформирован 3-й воздушно-десантный корпус (2-го формирования) в составе 5-й, 6-й и 212-й воздушно-десантных бригад. Приказом Ставки Верховного Главного Командования № 994001 от 17 мая 1942 года, 3-й воздушно-десантный корпус (2-го формирования) был реорганизован в 33-ю гвардейскую стрелковую дивизию.

## Участие в боевых действиях
Период вхождения в действующую армию: 11 июля 1941 года — 19 ноября 1941 года.
В первой половине августа 1941 года корпус принимал участие в обороне Киева, затем, с начала сентября, в обороне Конотопа.
В ноябре 1941 года корпус в составе 40-й армии участвовал в боях в районе города Тим.

## Состав
В состав 3-го воздушно-десантного корпуса (1-го формирования) входили:
- управление корпуса, в/ч 3304 (штат 04/120);
- 4-й отдельный танковый батальон, в/ч 3523 (штат 04/121);
- взвод радиосвязи, в/ч 3044 (штат 04/122);
- 3-й отдел, в/ч 3068;
- 5-я воздушно-десантная бригада (командир — полковник Родимцев, Александр Ильич);
- 6-я воздушно-десантная бригада (командир — полковник Жолудев, Виктор Григорьевич);
- 212-я воздушно-десантная бригада (командир — полковник Затевахин, Иван Иванович)[7];
- отдельный зенитно-артиллерийский дивизион

Кроме того, предлагалось передать в распоряжение корпуса 250-й и 327-й десантно-бомбардировочные полки, а также 719-й батальон аэродромного обеспечения. Однако из-за начала войны эти части не вошли в состав корпуса.
В состав 3-го воздушно-десантного корпуса (2-го формирования) входили:
- управление корпуса;
- 5-я воздушно-десантная бригада;
- 6-я воздушно-десантная бригада;
- 212-я воздушно-десантная бригада.

### Командование корпуса
Командиры:
- 1-е формирование:
  - Глазунов, Василий Афанасьевич (23.06.1941 — 29.08.1941), генерал-майор[8][9];
  - Затевахин, Иван Иванович (29.08.1941 — 19.11.1941), полковник[10][11]
- 2-е формирование:
  - Травников, Николай Григорьевич (09.1941 — 02.1942), полковник[12];
  - Афанасьев, Фёдор Александрович (02.1942 — 17.05.1942), полковник[13]

Военные комиссары:
- 1-е формирование:
  - Матвеев Дмитрий Тимофеевич (27.02.1941 — 20.11.1941), полковой комиссар[14]
- 2-е формирование:
  - Матвеев Дмитрий Тимофеевич (21.11.1941 — 04.12.1941), полковой комиссар;
  - Лисичкин Емельян Алексеевич (04.12.1941 — 06.01.1942), полковой комиссар;
  - Сегида Александр Тимофеевич (06.01.1942 — 17.05.1942), полковой комиссар[14]

Начальники штаба:
- 1-е формирование:
  - Коссенюк, Александр Филимонович (23.06.1941 — 09.08.1941), подполковник (погиб 9.08.1941);
  - Соколов Василий Павлович (08.1941 — 11.1941), капитан, майор[15]

## Отличившиеся воины
- Ватомов, Яков Иосифович, сержант, командир отделения разведывательной роты 212-й воздушно-десантной бригады.
- Обухов, Николай Феоктистович, красноармеец, стрелок 212-й воздушно-десантной бригады.
- Цыбулев, Алексей Иванович, ефрейтор, наводчик орудия особого зенитно-артиллерийского дивизиона 5-й воздушно-десантной бригады.

## Известные военачальники, служившие в корпусе
- Глазунов Василий Афанасьевич, генерал-майор, командир 3-го воздушно-десантного корпуса (июнь — август 1941 года).
- Затевахин Иван Иванович, полковник, командир 3-го воздушно-десантного корпуса (август — ноябрь 1941).
- Соколов Василий Павлович майор, начальник штаба 3-го воздушно-десантного корпуса (август — ноябрь 1941 года).
- Родимцев Александр Ильич, полковник, командир 5-й воздушно-десантной бригады (май — ноябрь 1941 года).
- Борисов Владимир Александрович, подполковник, начальник штаба 5-й воздушно-десантной бригады (май — ноябрь 1941 года).